# El paseo de la gracia de Dios
El paseo de la gracia de Dios (Nederlands: De loop van de genade van god) is een Venezolaanse telenovela. De serie begon in 1993 en wordt uitgezonden op Marte TV.

## Acteurs
- Luis Fernández
- Nohely Arteaga
- Beatriz Valdés
- Carmen Julia Álvarez
- Elba Escobar as Concepción Quijano
- Jesus Nebot
- Daniela Alvarado
- Veronica Ortiz as Clara Delfino
- Isabel Moreno as Soledad Mendoza
- Beatriz Fuentes
- Raquel Castaño